# Atef Abu Saif

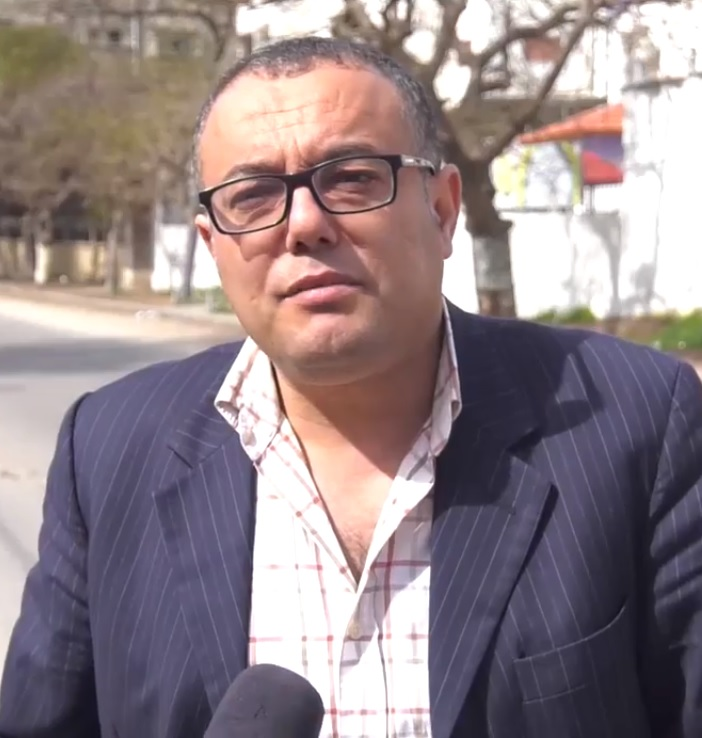
Atef Abu Saif

Atef Abu Saif (arabisch عاطف أبو سيف, DMG ʿĀtif Abū Saif; * 1973 in Dschabaliya im Gazastreifen) ist ein palästinensischer Schriftsteller und führender Politiker der Fatah-Bewegung.

## Leben und Wirken
Atef Abu Saif wurde 1973 im Flüchtlingslager Jabalia im Gazastreifen in einer Familie geboren, die ursprünglich aus Jaffa stammte. Er studierte Englisch an der Birzeit University und schloss mit einem B.A. dort ab. Einen M.A. erlangte er an der University of Bradford (UK), wo er Politikwissenschaften studierte. Er promovierte in Politik- und Sozialwissenschaften an der Universität Florenz, Italien. Er unterrichtet Politikwissenschaft und Kreatives Schreiben an der Universität von Al-Azhar im Gazastreifen und ist Chefredakteur des Siyasat-Magazins, das vom Public Policy Institute in Ramallah herausgegeben wird. Er ist Autor von vier Romanen: Shadows in the Memory (1997), The Tale of the Harvest Night (1999), Snowball (2000) und The Sour Grapes of Paradise (2003). Er hat auch zwei Sammlungen von Kurzgeschichten, drei Theaterstücke und eine Reihe von Büchern der Politikwissenschaft veröffentlicht, darunter: Zivilgesellschaft und Staat: Eine grundlegende Lesung mit besonderem Bezug auf Palästina (2005).
Im deutschsprachigen Raum ist er durch die Übersetzung seines Buchs Frühstück mit der Drohne: Tagebuch aus Gaza (Zürich 2015) bekannt.
Im März 2024 veröffentlichte er Don’t Look Left: A Diary of Genocide; seine Tagebuchaufzeichnungen aus dem Gazastreifen über die ersten 75 Tage des Krieges in Israel und Gaza.
Im Februar 2018 wurde Saif zum Sprecher der Fatah-Bewegung ernannt. Am 11. März 2019 wurde er Berichten zufolge bei einem Anschlag der Hamas im Gazastreifen schwer verletzt. Nach den Wahlen zum Premierminister der Palästinensischen Autonomiebehörde im April 2014 wurde Saif zum Kulturminister ernannt.

## Werke (in deutscher Übersetzung)
- Frühstück mit der Drohne. Tagebuch aus Gaza. Aus dem Englischen von Marianne Bohn. Unionsverlag, Zürich 2015, ISBN 978-3-293-00492-4.
- Ein Leben in der Schwebe. Roman. Deutsch von Hartmut Fähndrich. Unionsverlag, Zürich 2023, ISBN 978-3-293-00548-8.
- Schau nicht nach links: Tagebuch eines Völkermords. Edition 8, Zürich 2025, ISBN 978-3-85990-549-8.